# نگاشت لجستیک
نگاشت لجستیک یک نگاشت چند جمله ای (با رابطه رابطه بازگشتی) درجه دو است، که اغلب به عنوان نمونه‌ای ساده از چگونگی رفتار پیچیدگی و آشفتگی ناشی از معادلات دینامیک غیرخطی می‌باشد. این نگاشت در مقاله‌ای در سال ۱۹۷۶ توسط زیست‌شناس رابرت می ارائه شد، که به عنوان یک مدل گسسسته رشد جمعیت جانوران با توجه به فاکتور منابع غذایی می‌باشد. مدلی که هم‌اکنون رایج است، توسط پیر فرانسوا ورهولست نوشته شده‌است. از نظر ریاضی، نگاشت لجستیک به این صورت نوشته می‌شود
که در آن xn عددی بین صفر و یک است که نشان دهنده نسبت جمعیت موجود به حداکثر جمعیت ممکن است. دو عامل مؤثر غیر خطی در این رابطه وجود دارد:
- تولید مثل که در آن جمعیت با نرخی متناسب با جمعیت فعلی افزایش می‌یابد، این حالت وقتی اتفاق می‌افتد که جمعیت کم باشد.
- گرسنگی (مرگ و میر ناشی از تراکم جمعیت) که با افزایش جمعیت به علت محدودیت منابع غذایی و محدویت محیط سبب کاهش و کنترل جمعیت می‌شود.

مقادیر مورد علاقه برای پارامتر r، مقادیری هستند که در بازه [۰, ۴] قرار دارند، به طوری که xn در [۰, ۱] محدود می‌ماند. اگر r = ۴ نگاشت لجستیک یک تبدیل غیرخطی از نگاشت bit-shift و اگر r = ۲ نگاشت tent است. برای مقادیر r > 4 مقدار جمعیت کاهش می‌یابد. (این مورد در مدل قدیمی‌تر Ricker که مانند این مدل آشوبناک است، ظاهر نمی‌شود) همچنین می‌توان مقادیر r را در بازه [۰, -۲] در نظر گرفت، به طوری که xn در [۱٫۵, -۰٫۵] محدود باقی بماند.